# キリスト教民主党 (チリ)
キリスト教民主党（キリストきょうみんしゅとう、スペイン語：Partido Demócrata Cristiano de Chile、PDC）は、チリの中道政党。2010年まで与党の座を維持し続けていた「コンセルタシオン・デモクラシア」（民主主義のための政党盟約）や、その後継の新多数派といった政党連合に加盟していた。

## 概要
1928年、青年カトリック国民連合として結成、その後ファランヘ党というファシストばりの党名となったが、1957年に社会キリスト教保守党と合同してキリスト教民主党に改称した（後にイバニェス率いる農民労働者党も合流）。
「中道と改良」をスローガンに掲げ、農村部や未組織の労働者を中心に支持を拡大し、チリにおける最有力中道政党として君臨し、1964年には「自由の中での革命」をスローガンにエドゥアルド・フレイ・モンタルバを大統領に当選させ、改良主義的な政策を推し進めた。しかし、地主や資本家などの既得権層に阻まれて改革は思うように進まず、党内では左派勢力が主導権を握るようになった。1970年の大統領選挙において、左翼政党連合の人民連合の支援を受けて当選したアジェンデの国民議会（国会）における決選投票では協定を結んでアジェンデを支持し、アジェンデ政権発足に協力したものの、次第に人民連合との対立を深め、党内左派勢力はキリスト教左派（IC）を結成して離脱する一方で、キリスト教民主党は公然とクーデターを支援するに至った。
だが、クーデターの後、軍政当局から用済みとばかりに弾圧を受けたため、激しい反軍政活動を展開するようになった。民政復帰後、初代のエイルウィンと二代目のエドゥアルド・フレイ・ルイスタグレ（1964年に当選したエドゥアルド・フレイの息子）と2人続けて大統領を出した。
2013年11月（第1回投票）と12月（決選投票）に行われたチリ大統領選挙では、コンセルタシオンを前身とする野党による政党連合「新多数派」（Nueva Mayoría）に参加、新多数派の大統領候補となったPSのミシェル・バチェレ元大統領を支援した。大統領選第1回投票と同時に実施された上下両院選挙では、上院6議席（改選前9）・下院21議席（同19）をそれぞれ獲得した。
2015年3月、2010年から5年余りにわたって党首を務めてきたイグナシオ・ウォーカーの後任を決める党内選挙が行われ、各派閥からの横断的な支持を受けたホルヘ・ピサロ上院議員が当選した。

## PDC出身のチリ大統領
- エドゥアルド・フレイ・モンタルバ　Eduardo Frei Montalva （1964年11月3日～1970年11月3日）
- パトリシオ・エイルウィン　Patricio Aylwin （1990年3月11日～1994年3月11日）
- エドゥアルド・フレイ・ルイスタグレ　Eduardo Frei Ruiz-Tagle （1994年3月11日～2000年3月11日）